# Гранж-ле-Бур
Гранж-ле-Бур (фр. Granges-le-Bourg) — коммуна во Франции, находится в регионе Франш-Конте. Департамент — Верхняя Сона. Входит в состав кантона Виллерсексель. Округ коммуны — Люр.
Код INSEE коммуны — 70277.

## География
Коммуна расположена приблизительно в 350 км к юго-востоку от Парижа, в 60 км северо-восточнее Безансона, в 33 км к востоку от Везуля.
Северная часть территории коммуны покрыта лесами.

## Население
Население коммуны на 2010 год составляло 370 человек.
| 1962 | 1968 | 1975 | 1982 | 1990 | 1999 | 2010 |
| ---- | ---- | ---- | ---- | ---- | ---- | ---- |
| 315  | 287  | 356  | 330  | 306  | 310  | 370  |

## Экономика
В 2010 году среди 245 человек трудоспособного возраста (15—64 лет) 185 были экономически активными, 60 — неактивными (показатель активности — 75,5 %, в 1999 году было 68,4 %). Из 185 активных жителей работали 166 человек (88 мужчин и 78 женщин), безработных было 19 (8 мужчин и 11 женщин). Среди 60 неактивных 17 человек были учениками или студентами, 28 — пенсионерами, 15 были неактивными по другим причинам.

## Достопримечательности
- Дом Годи (XVI век). Исторический памятник с 2001 года[3]
- Дом Байи (1606 год). Исторический памятник с 2006 года[4]
- Дом Racle sur le Treige (1578 год). Исторический памятник с 1971 года[5]
- Придорожный крест Св. Петра. Исторический памятник с 1979 года[6]
- Замок Гранж-ле-Бур (XII век)

## Фотогалерея

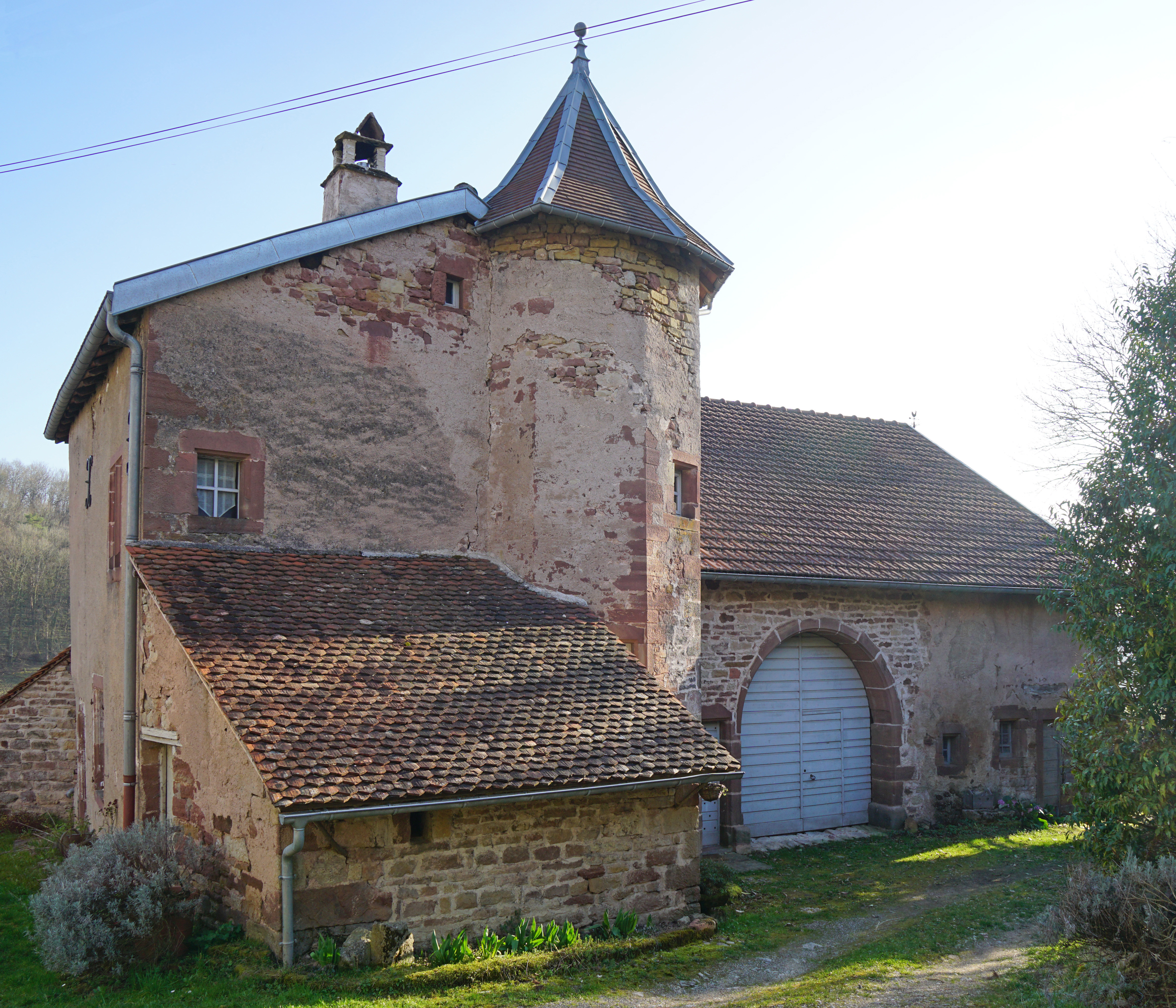
Дом Годи
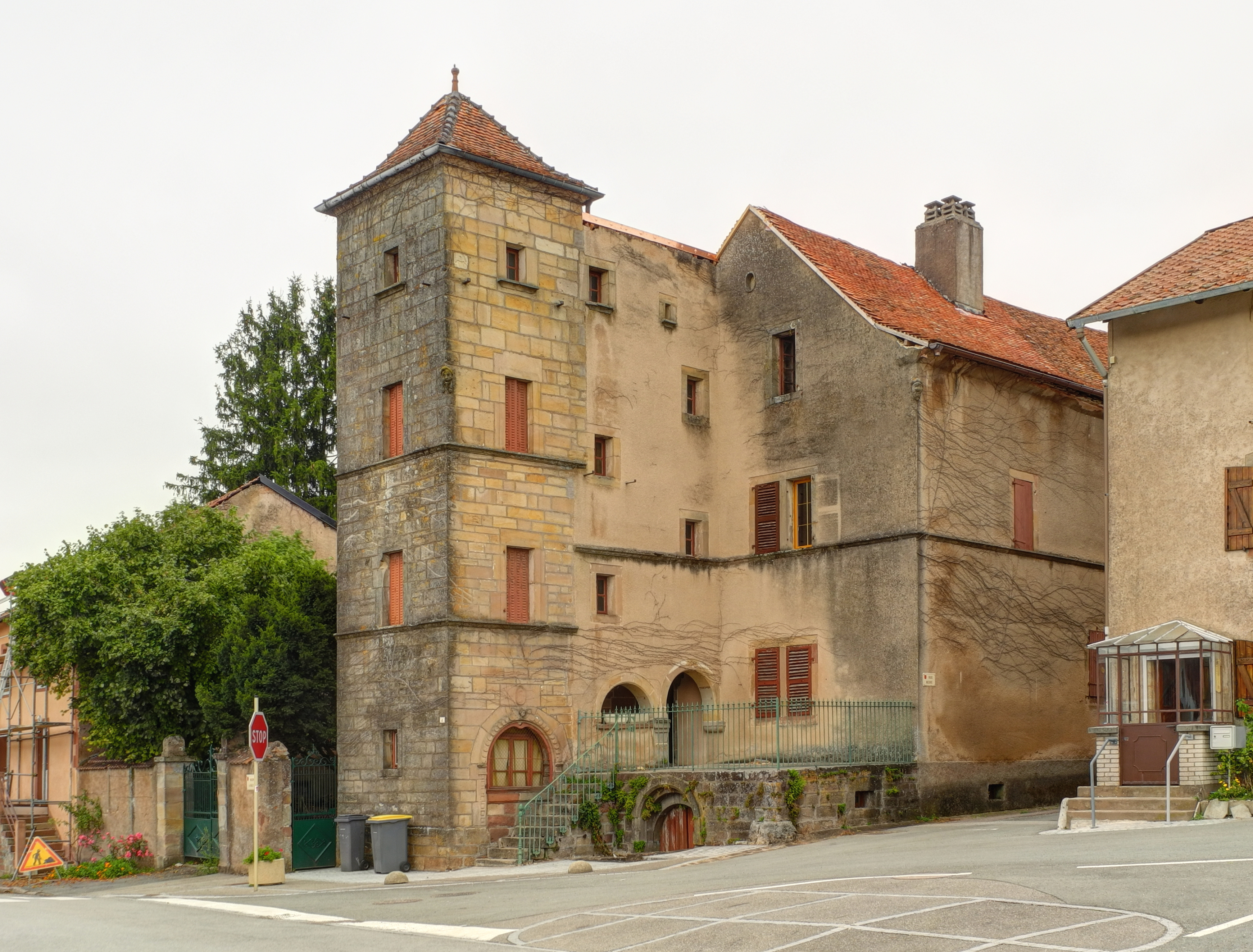
Дом Байи
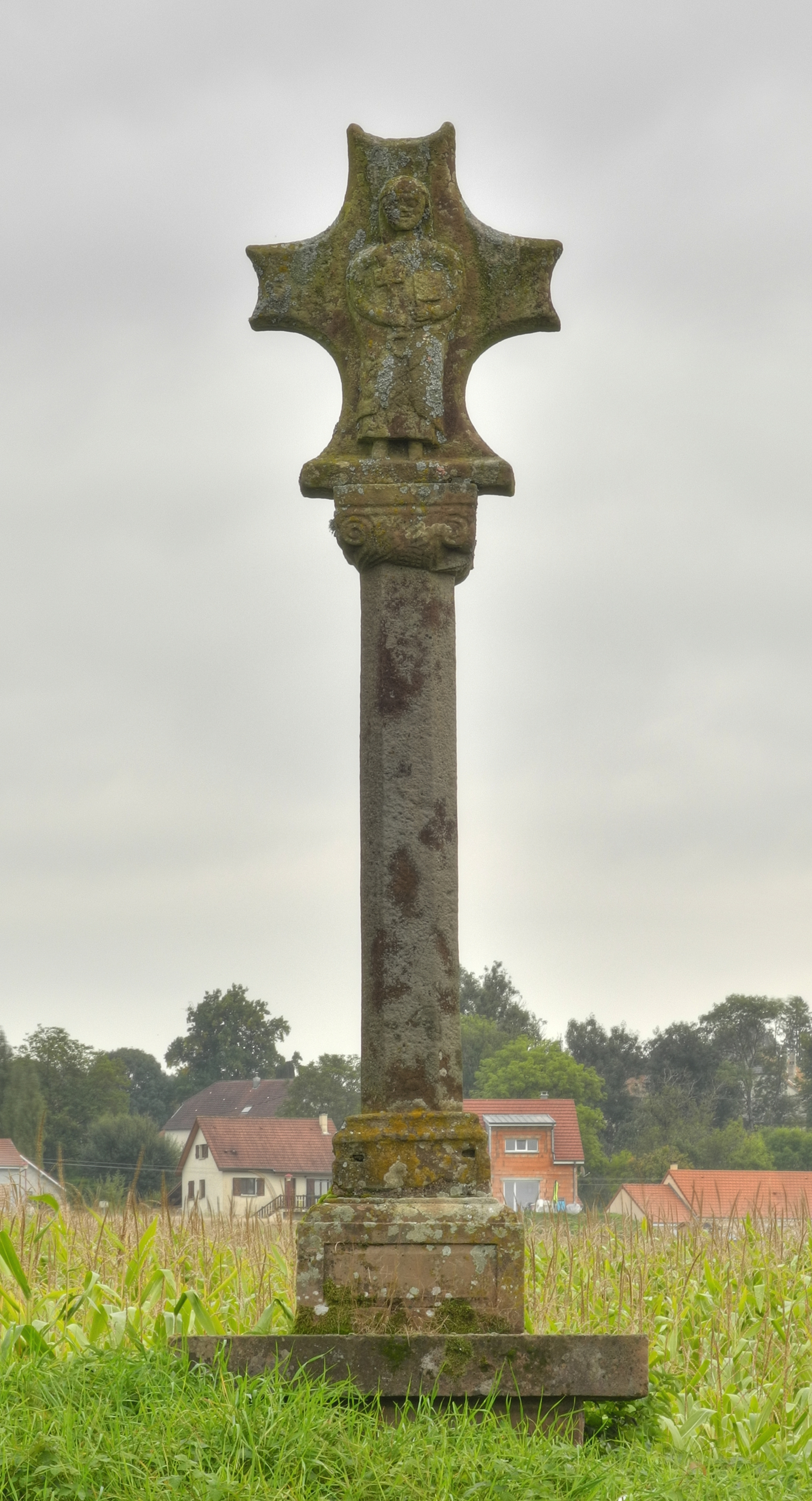
Крест Св. Петра
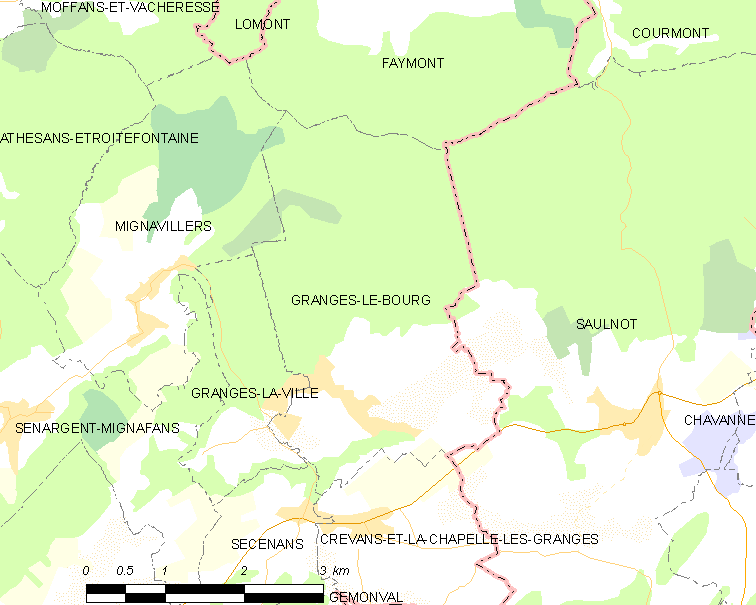
Карта коммуны